# Dødbringende måben 1
Dødbringende måben 1 (Loaded Weapon 1) er en amerikansk komediefilm fra 1993 instrueret og skrevet af Gene Quintano. Trods ettallet i titlen findes der ikke andre Dødbringende måben-film.
Filmen, der har Emilio Estevez og Samuel L. Jackson i hovedrollerne, er en parodi på andre film, især Dødbringende våben-filmene.

## Medvirkende
- Emilio Estevez – Sgt. Jack Colt
- Samuel L. Jackson – Sgt. Wes Luger
- Jon Lovitz – Rick Becker
- Tim Curry – Mr. Jigsaw
- Kathy Ireland – Miss Destiny Demeanor
- Frank McRae – Captain Doyle
- William Shatner – General Curtis Mortars
- F. Murray Abraham – Dr. Harold Leacher

## Ekstern henvisning
- Dødbringende måben 1 på Internet Movie Database (engelsk)
- Dødbringende måben 1 på Filmdatabasen
- Dødbringende måben 1 på Scope
- Dødbringende måben 1 i Svensk Filmdatabas (svensk)
- Dødbringende måben 1 på AlloCiné (fransk)
- Dødbringende måben 1 på MovieMeter (nederlandsk)
- Dødbringende måben 1 på AllMovie (engelsk)
- Dødbringende måben 1 hos American Film Institute (engelsk)
- Dødbringende måben 1 på Turner Classic Movies (engelsk)
- Dødbringende måben 1 på The Movie Database (engelsk)